# Fosse no 10 du Groupe d'Oignies
La fosse no 10 du Groupe d'Oignies est un ancien charbonnage du Bassin minier du Nord-Pas-de-Calais, situé à Dourges. Ouvert sur la partie nord de la concession de la Compagnie des mines de Dourges, le puits no 10 est commencé en 1956. Comme le puits no 19 de la fosse no 11 - 19 des mines de Lens à Loos-en-Gohelle et les puits de la fosse Barrois des mines d'Aniche à Pecquencourt, la fosse no 10 est doté d'une tour d'extraction en béton armé. Un lavoir et une usine à boulets sont construits sur le carreau de fosse.
La fosse no 10 commence à extraire le 23 janvier 1961, elle concentre alors les fosses nos 8 - 8 bis et 9 - 9 bis. Son aérage est également assuré par la fosse no 8 - 16. Les terrils nos 116 et 117 sont édifiés au nord de la fosse. Une bowette longue de six kilomètres relie la fosse no 10 à la fosse no 24 - 25 sise à Estevelles en 1969, cette dernière cesse alors de produire en 1971 pour assurer le service et l'aérage. Lorsque la fosse no 2 ferme en 1976, la fosse no 10 remonte la production de tout le secteur. La fosse no 10 cesse d'extraire le 21 décembre 1990, le puits est comblé en 1991 et les installations sont détruites en avril 1992.
La plate-forme multimodale Delta 3 est installée sur le carreau de fosse. Au début du XXIe siècle, Charbonnages de France matérialise la tête de puits no 10, et y installe un exutoire de grisou. Les terrils sont devenus des espaces naturels. Ils ont été classés le 30 juin 2012 au patrimoine mondial de l'Unesco.

## La fosse
La Compagnie des mines de Dourges est nationalisée en 1946, ses fosses nos 2 - 2 bis, 3 - 3 bis, 4 - 4 bis, 6, 6 bis et 7 - 7 bis intègrent avec les fosses des Compagnies de Drocourt et Courrières le Groupe d'Hénin-Liétard, alors que les fosses nos 8 - 8 bis et 9 - 9 bis intègrent le Groupe d'Oignies avec les Compagnies de Carvin et Ostricourt, ainsi qu'avec les fosses nos 8 - 16 et 24 - 25 des mines de Courrières.

### Fonçage
Le fonçage du puits no 10 est entrepris à partir de 1956 à Dourges, le long du canal de la Deûle, à 1 064 mètres au sud-ouest de la fosse no 9 - 9 bis sise à Oignies, et à 3 075 mètres à l'est-nord-est de la fosse no 8 - 8 bis, sise à Évin-Malmaison.
Le diamètre du puits est de 6,78 mètres. Un chevalement de fonçage le surmonte à partir de 1957. Le fonçage est arrêté en 1958 à la profondeur de 630 mètres. La tour d'extraction, relativement similaire à celle du puits no 19 de la fosse no 11 - 19 des mines de Lens à Loos-en-Gohelle et à celles de la fosse Barrois des mines d'Aniche à Pecquencourt, est commencée en même temps que la lavoir, elle pèse 9 000 tonnes. La tour d'extraction est équipée à son sommet de deux machines d'extraction de 4 400 chevaux, à poulie Koepe quadricâbles.

### Exploitation
Une usine à boulets commence à fonctionner sur le carreau de fosse à partir de 1960. La fosse commence à extraire le 23 janvier 1961. Elle concentre les fosses du secteur et remonte du charbon maigre. La fosse no 2 des mines d'Ostricourt à Oignies est l'autre siège de concentration du groupe. La fosse no 8 - 16, sise à Courrières à 2 380 mètres au nord-ouest, assure l'aérage. La fosse exploite à l'étage de 531 mètres en 1963. La mise à terril s'effectue au moyen de skips de dix tonnes. La fosse remonte plus de 5 000 tonnes par jour en 1964. Trois ans plus tard, un quatrième plateau est ajouté sur les cages pour accueillir des berlines supplémentaires.
La fosse no 24 - 25 sise à Estevelles est reliée à la fosse no 10 en 1969 par une bowette longue de six kilomètres, elle est située à 5 545 mètres au nord-ouest de cette dernière. La fosse est à son apogée en 1971, elle remonte 10 000 tonnes par jour. Lorsque la fosse no 2 cesse d'extraire en 1976, la fosse no 10 est le seul siège de concentration à extraire dans le secteur.
La fosse no 10 cesse d'extraire le 21 décembre 1990, il s'agit alors du dernière siège de concentration encore en activité dans le bassin minier. La dernière berline, en provenance de la taille Michelle 224, remonte par la fosse no 9 - 9 bis. Le puits no 10, profond de 848,80 mètres, est remblayé en 1992. La tour est détruite en même temps que le reste des installations de surface en avril 1992.

### Reconversion
La plate-forme multimodale Delta 3 est installée sur le carreau de fosse. Au début du XXIe siècle, Charbonnages de France matérialise la tête de puits no 10, et y installe un exutoire de grisou. Le BRGM y effectue des inspections chaque année. Le seul vestige de la fosse est son château d'eau.

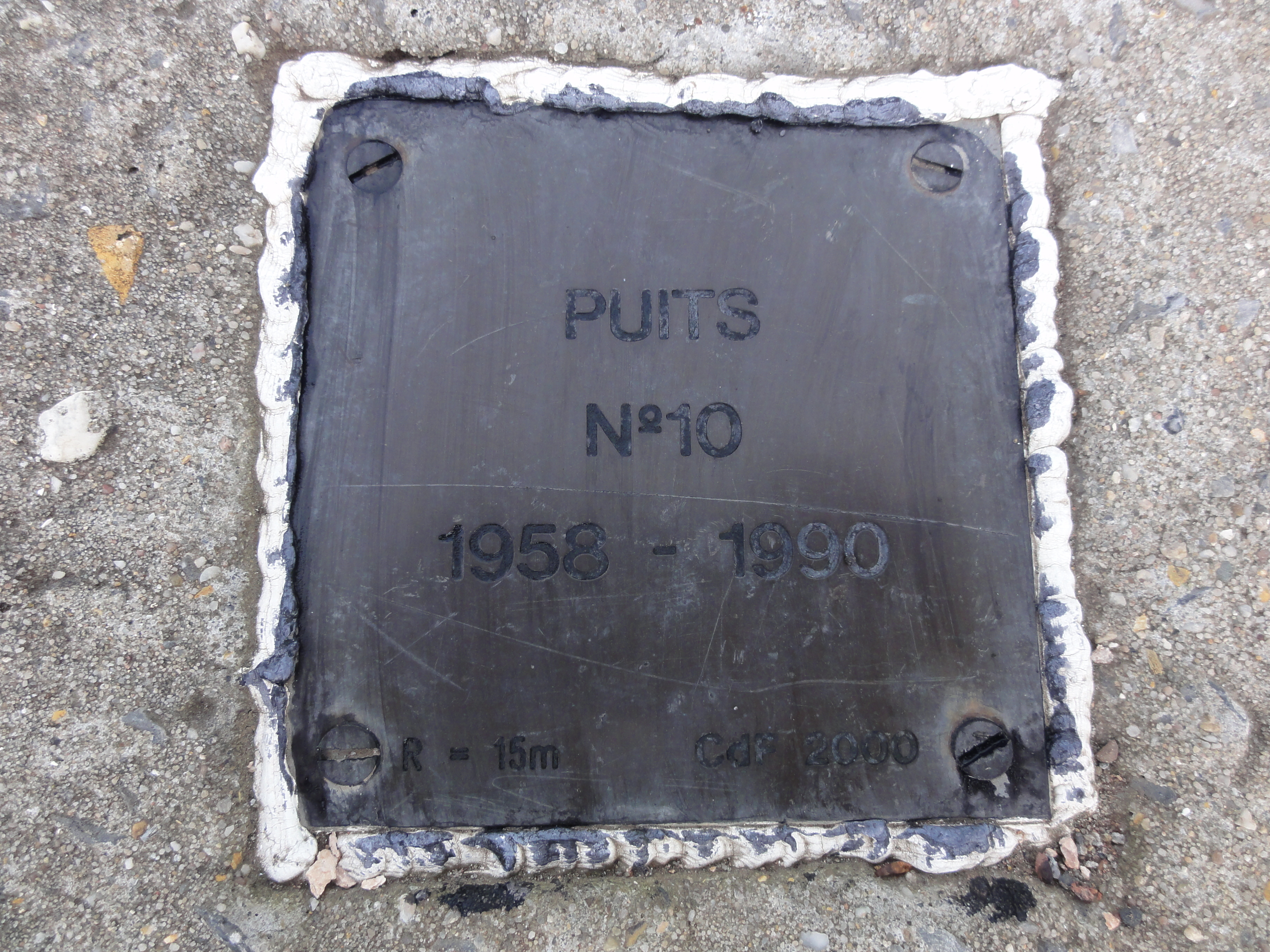
Puits no 10, 1958 - 1990.
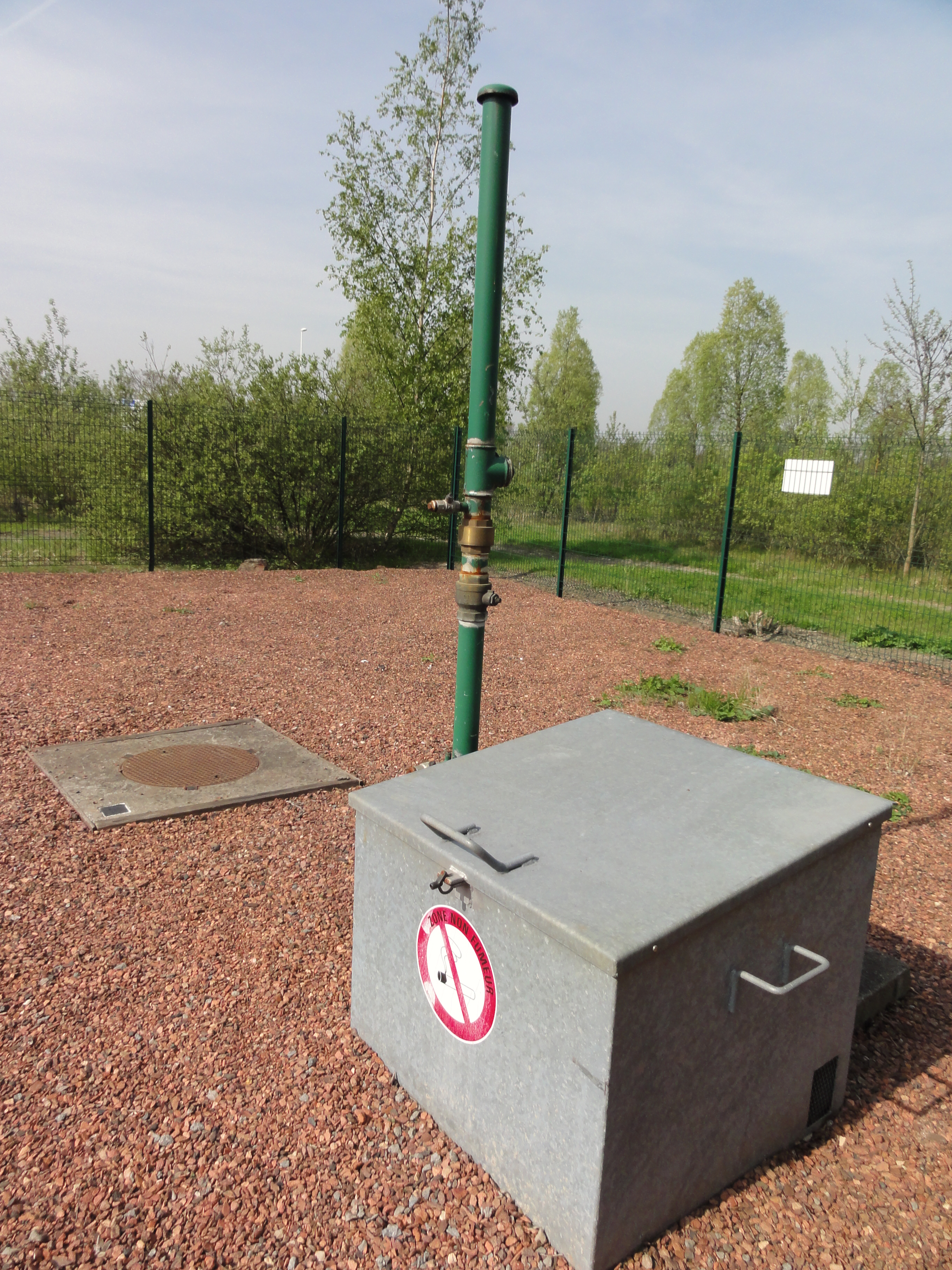
La tête de puits matérialisée et l'exutoire de grisou.
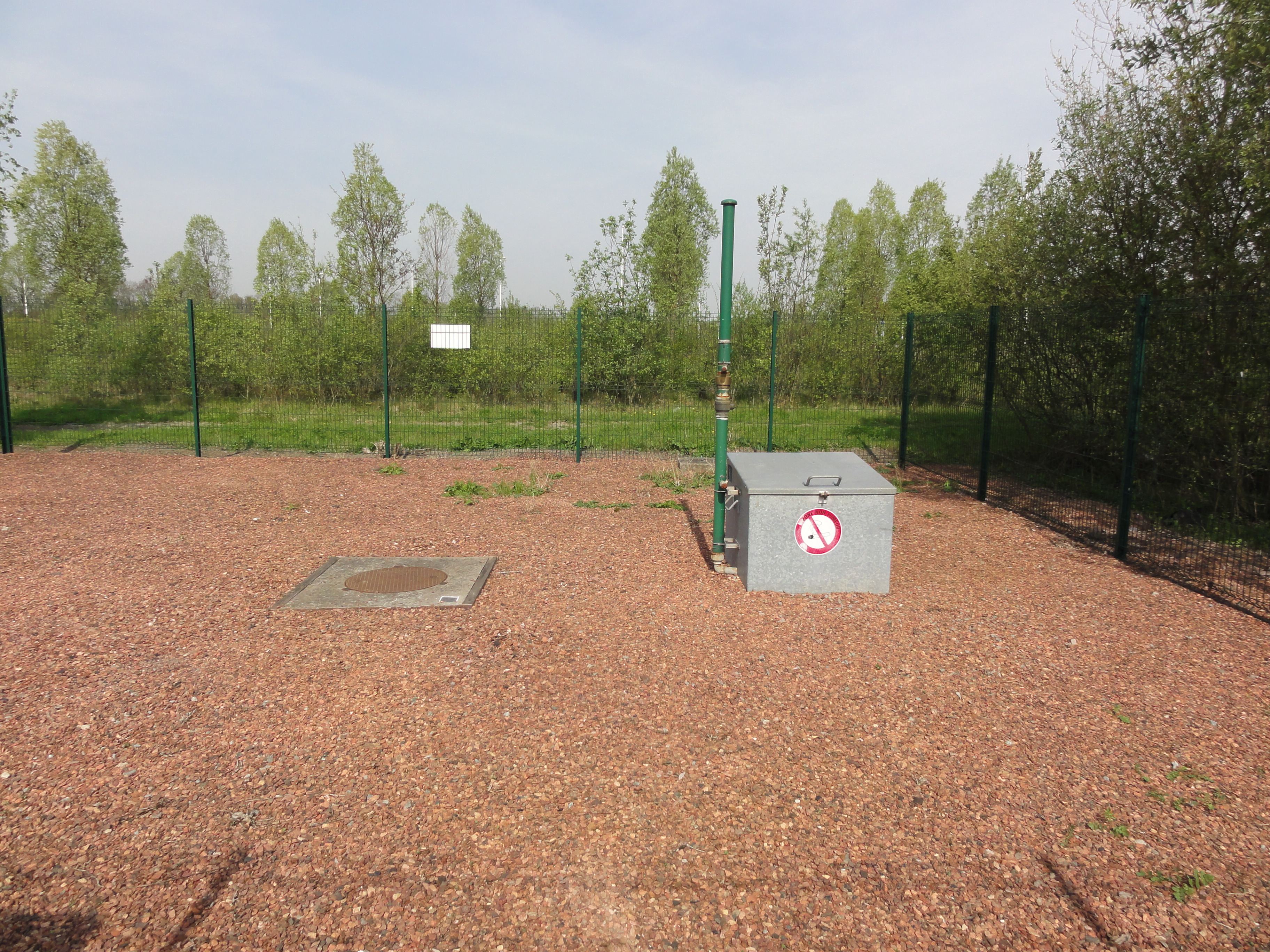
Le puits dans son environnement.
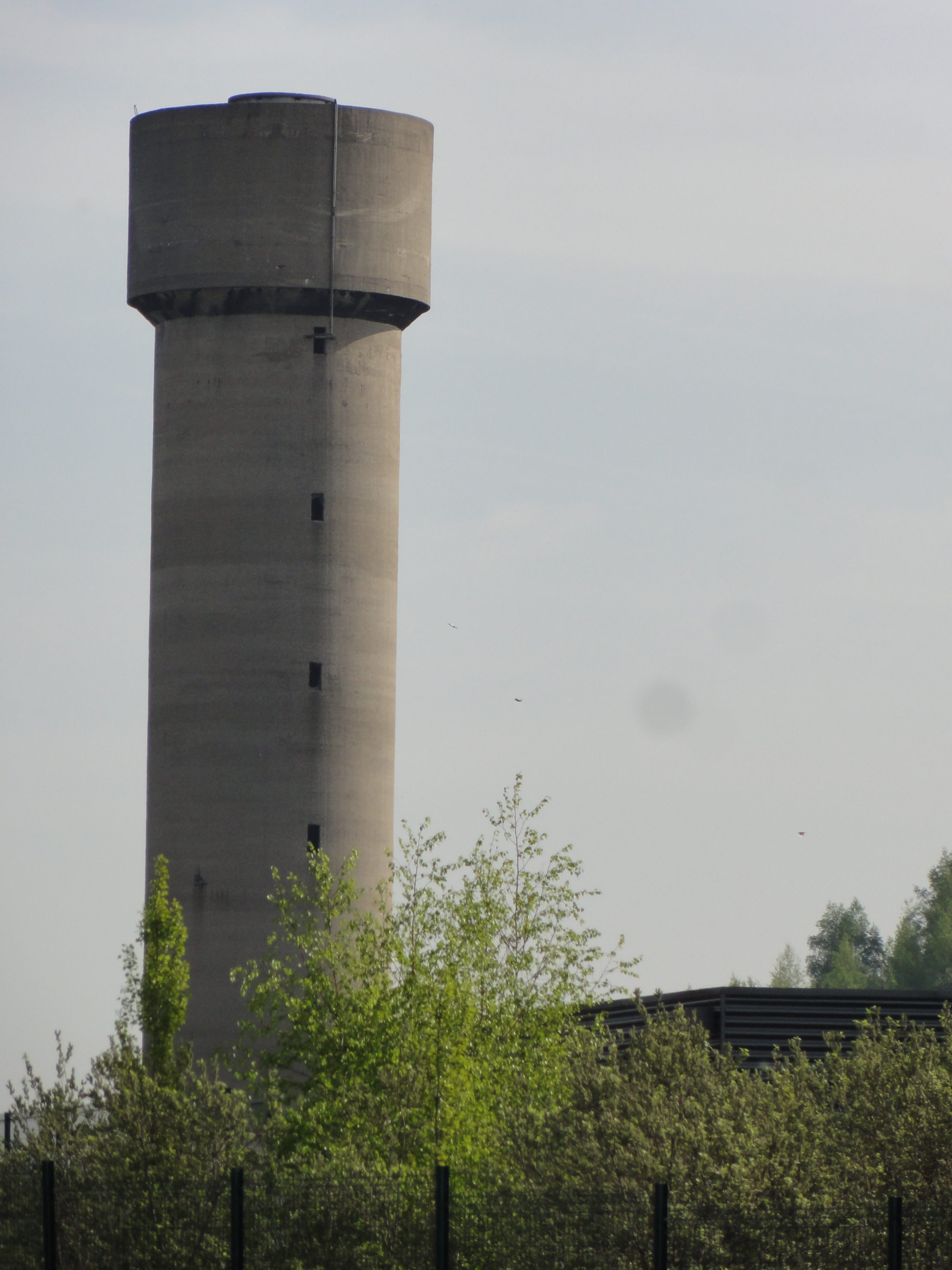
Le château d'eau.
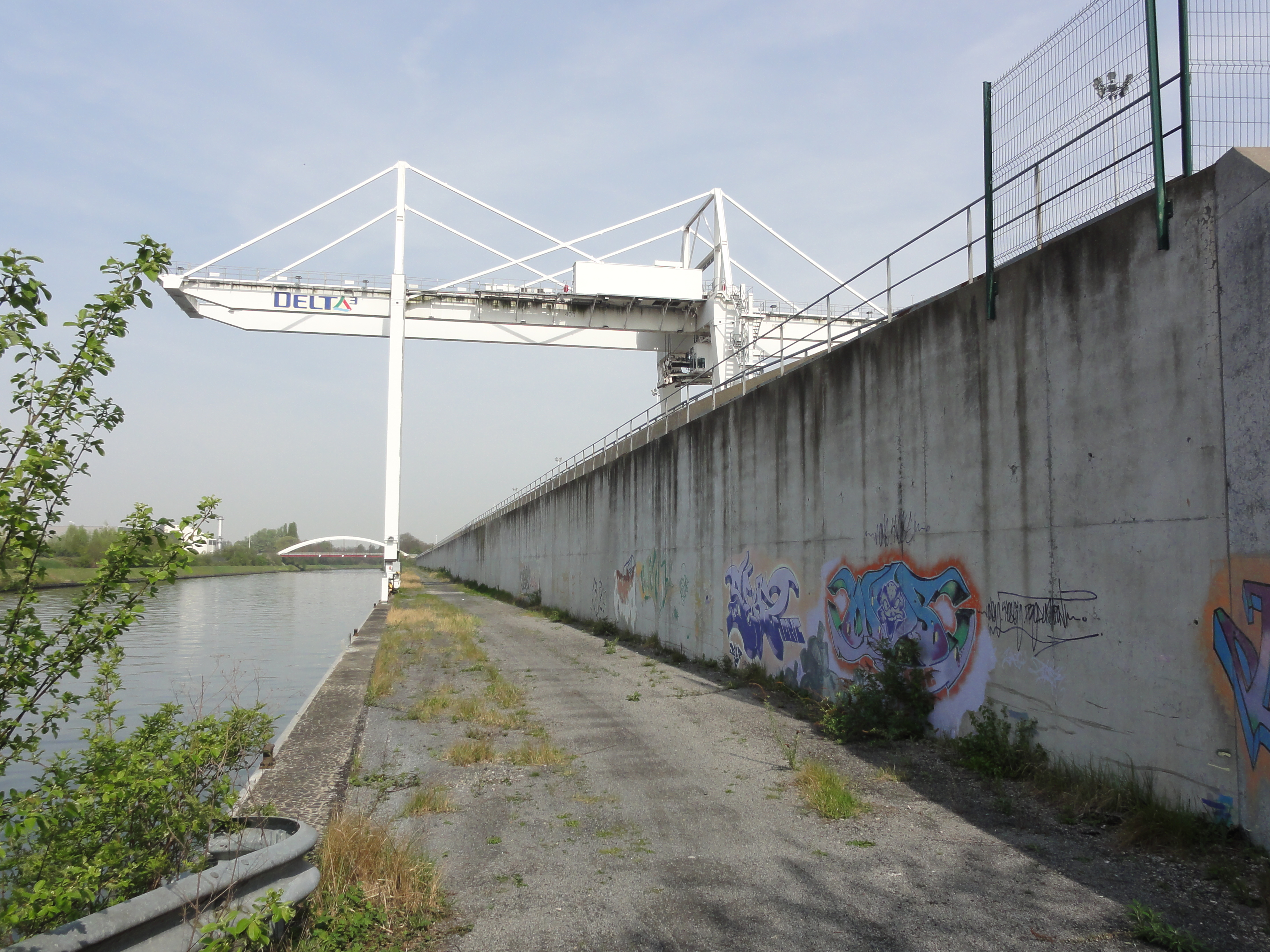
La Deûle et la partie méridionale du carreau de fosse.
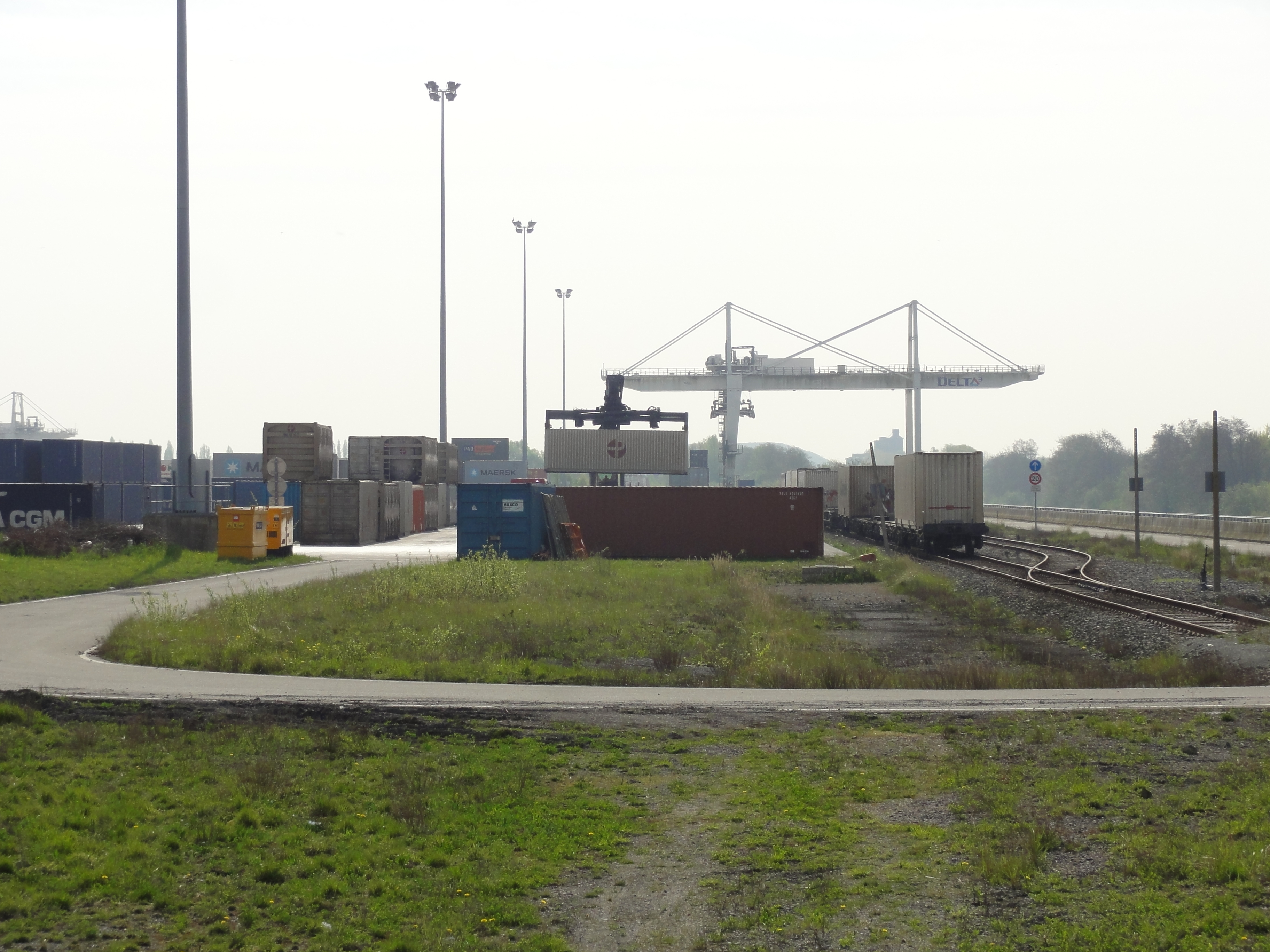
Le carreau de fosse.

## Les terrils
Deux terrils résultent de l'exploitation de la fosse. Tous deux font partie des 353 éléments répartis sur 109 sites qui ont été classés le 30 juin 2012 au patrimoine mondial de l'Unesco. Ils constituent une partie du site no 42.

### Terrilno116, 10 d'Oignies
50° 27′ 03″ N, 2° 59′ 24″ E

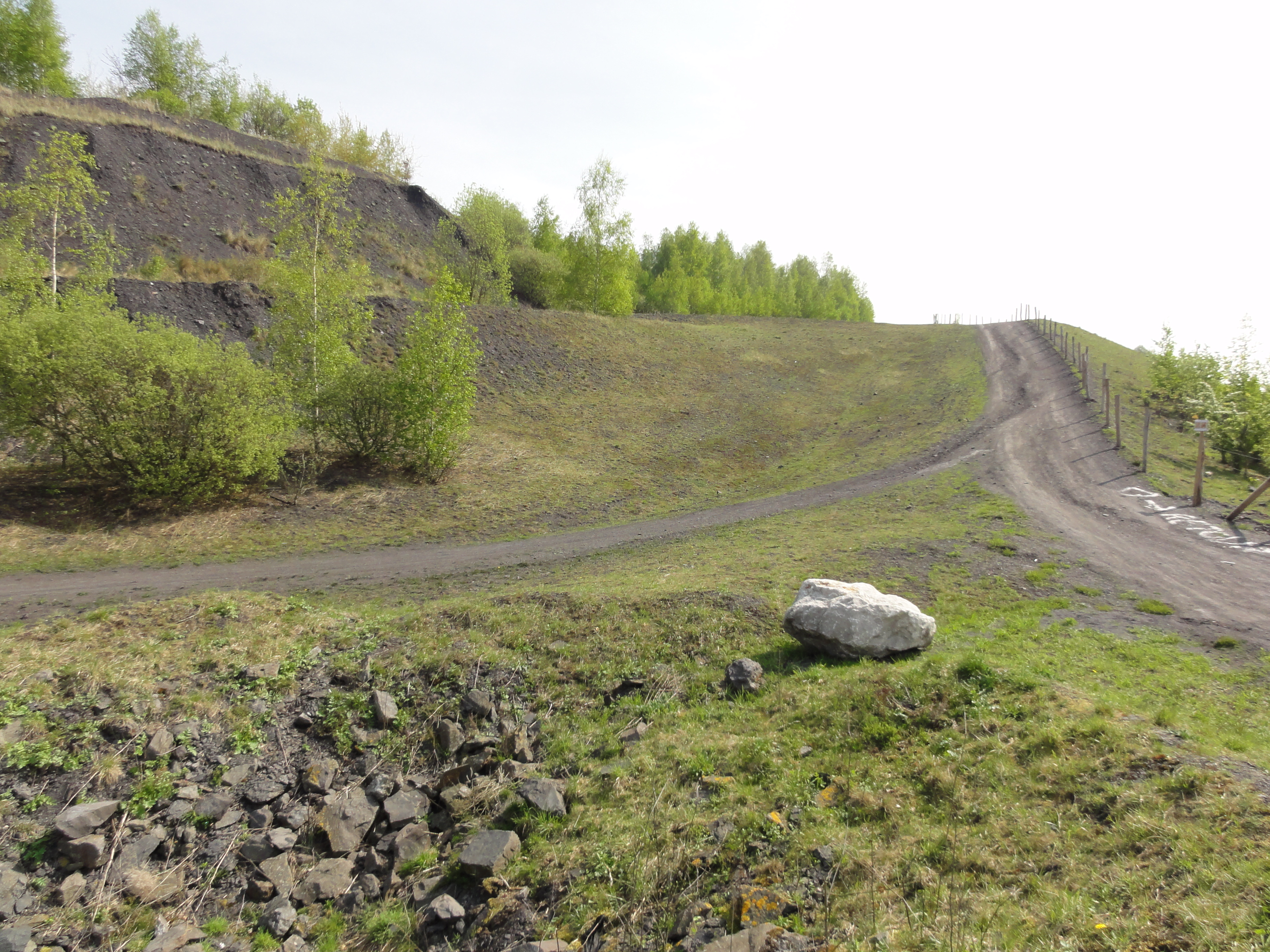
Les terrils du 10 d'Oignies.

Les terrils nos 116 et 117 sont situés à Dourges, au nord de la fosse no 10 du Groupe d'Oignies. Ils sont indissociables et ne forment plus qu'un. Les pentes ont été remodelées.

### Terrilno117, 10 d'Oignies
50° 27′ 03″ N, 2° 59′ 24″ E
Le terril no 117 est un des deux terrils de la fosse no 10. Ses pentes ont été remodelées.